# Porta a Lucca
La Porta a Lucca è una delle porte delle mura di Pisa, dalla quale prende il nome l'omonimo quartiere residenziale abitato da circa 20 000 abitanti.

## Storia
La porta, aperta dai fiorentini durante il loro dominio nella seconda metà del XVI secolo, andava a sostituire la vicina e prestigiosa Porta del Parlascio, la quale fu chiusa dell'omonimo bastione.
Fra il 1928 e il 1952 la porta venne attraversata dai binari della rete tranviaria di Pisa.

## Caratteristiche
Con una nuova porta monumentale l'antica arcata medievale fu nel Seicento arricchita da una doppia cornice in pietra arenaria, oggi ormai consunta e infranta in più punti, a bugne anche nella ghiera. Sono presenti anche due apertura laterali dedicate ai pedoni.
Al di sotto della porta passa una strada asfaltata, che accresce il disagio conservativo della struttura, mentre al di fuori sono presenti alcune strutture moderne.

## Posizione
Si trova a nord della città, in prossimità di via Contessa Matilde e la S.S. del Brennero che conduce a Lucca.
Dalla Porta a Lucca si accede Largo del Parlascio, dove si trovano i Bagni di Nerone, con l'antico rudere romano di grande importanza.
Nel quartiere omonimo sono situati lo Stadio Arena Garibaldi - Romeo Anconetani, in cui gioca l'A.C. Pisa 1909, il Centro Addestramento Paracadutisti (CAPAR, già Scuola Militare di Paracadutismo, SMIPAR) della Brigata paracadutisti "Folgore" e il Centro Universitario Sportivo CUS Pisa.

## Galleria d'immagini

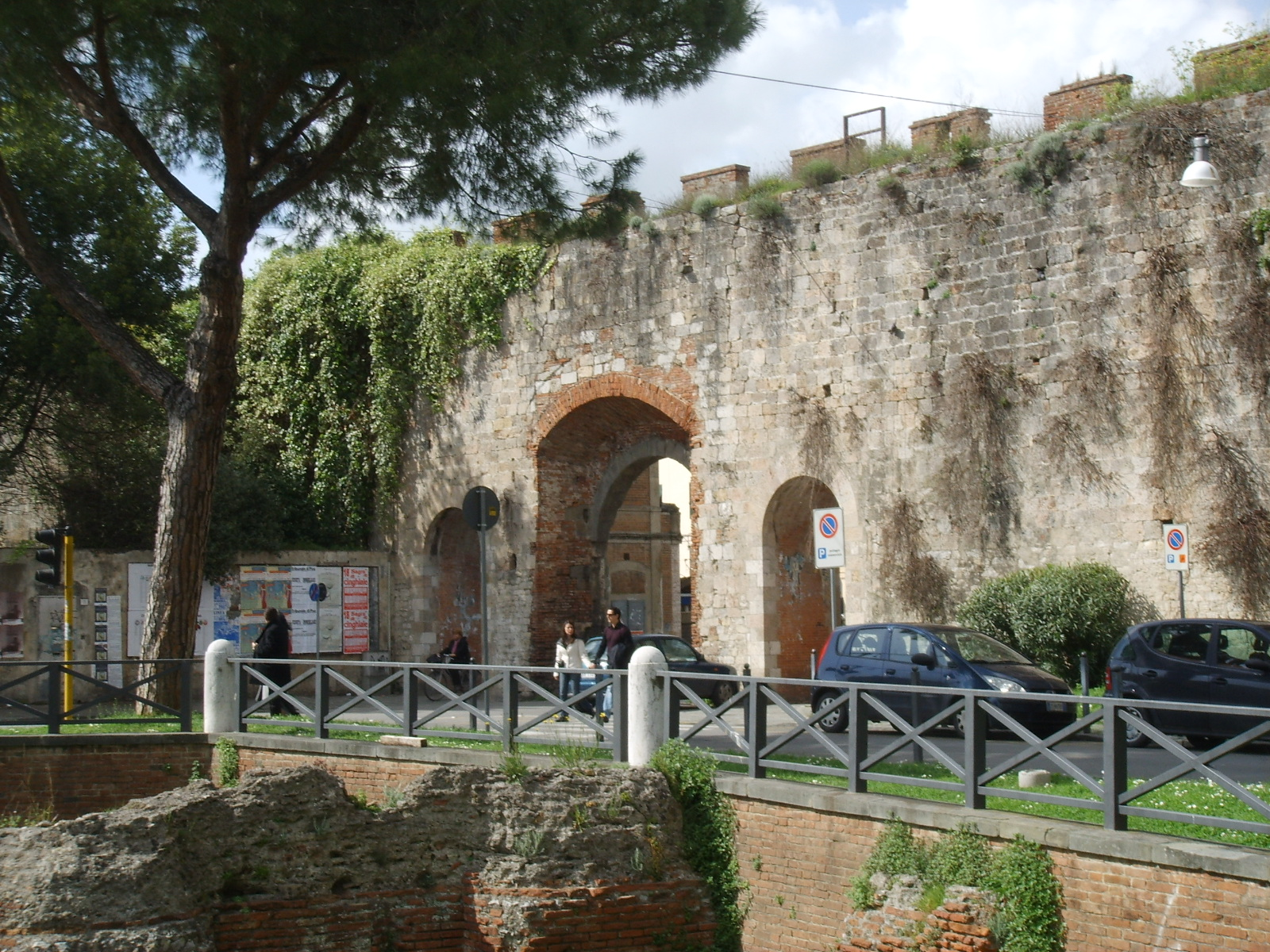
Porta a Lucca, interno
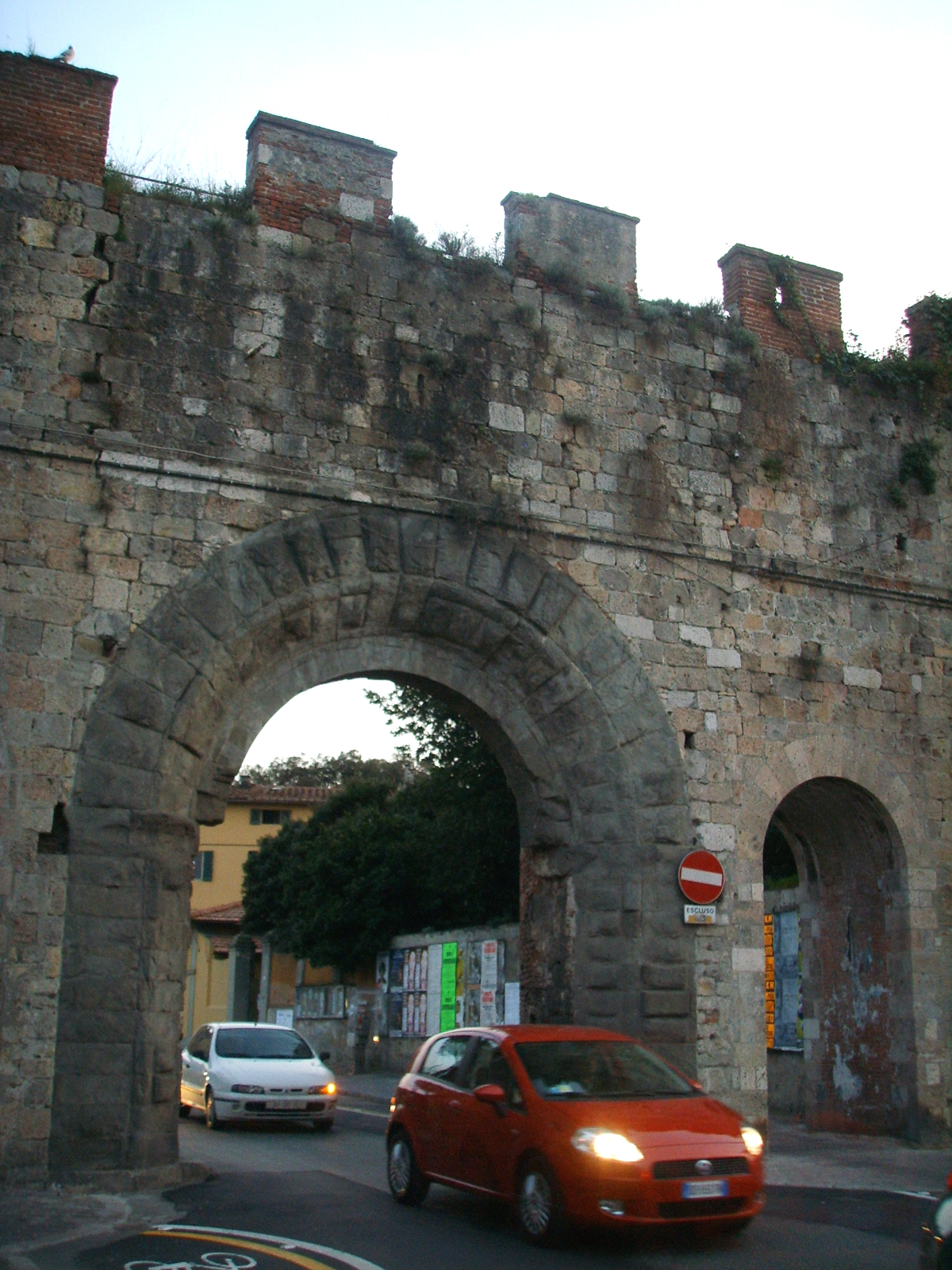
Porta a Lucca, esterno